# Muids

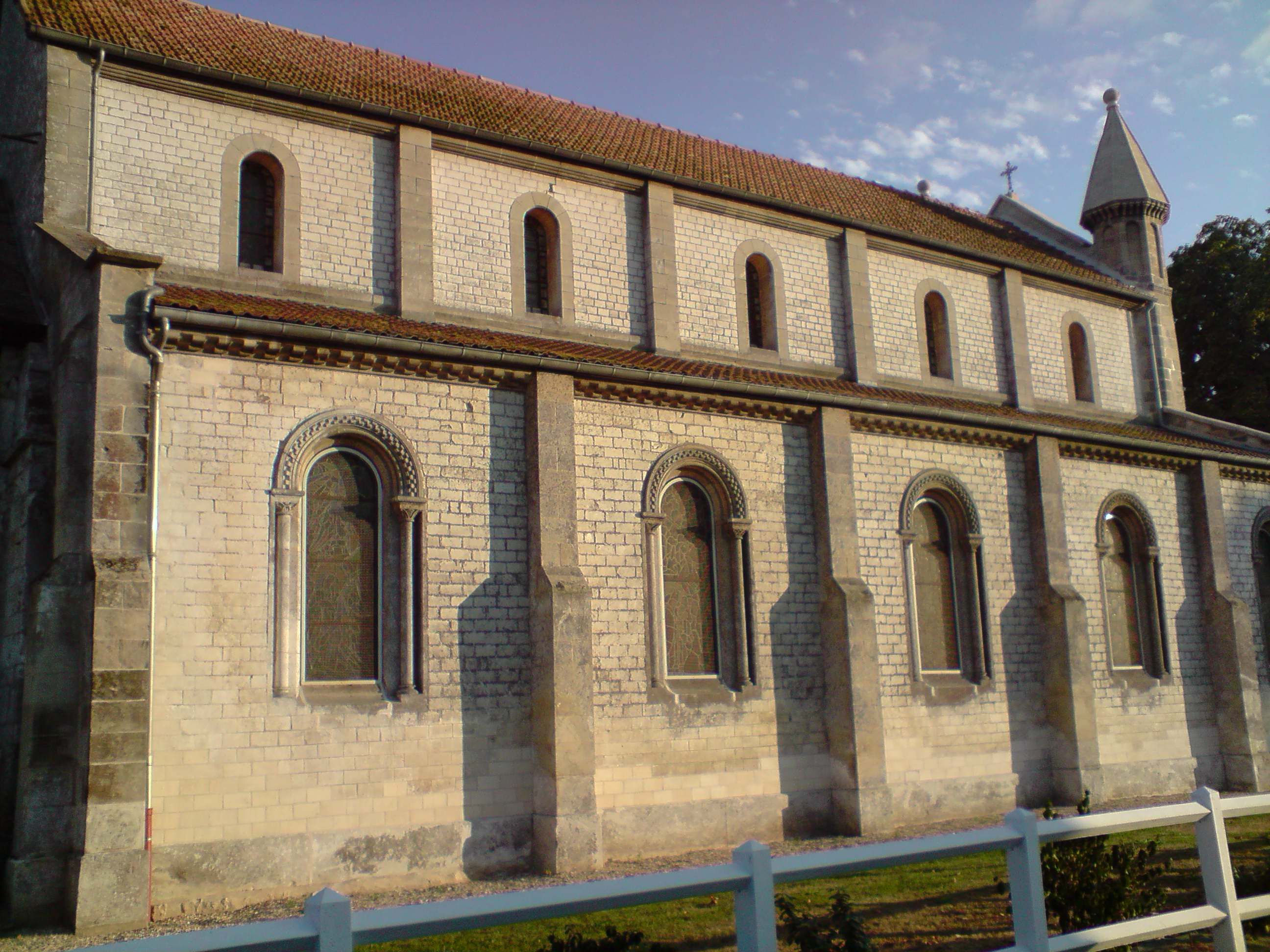
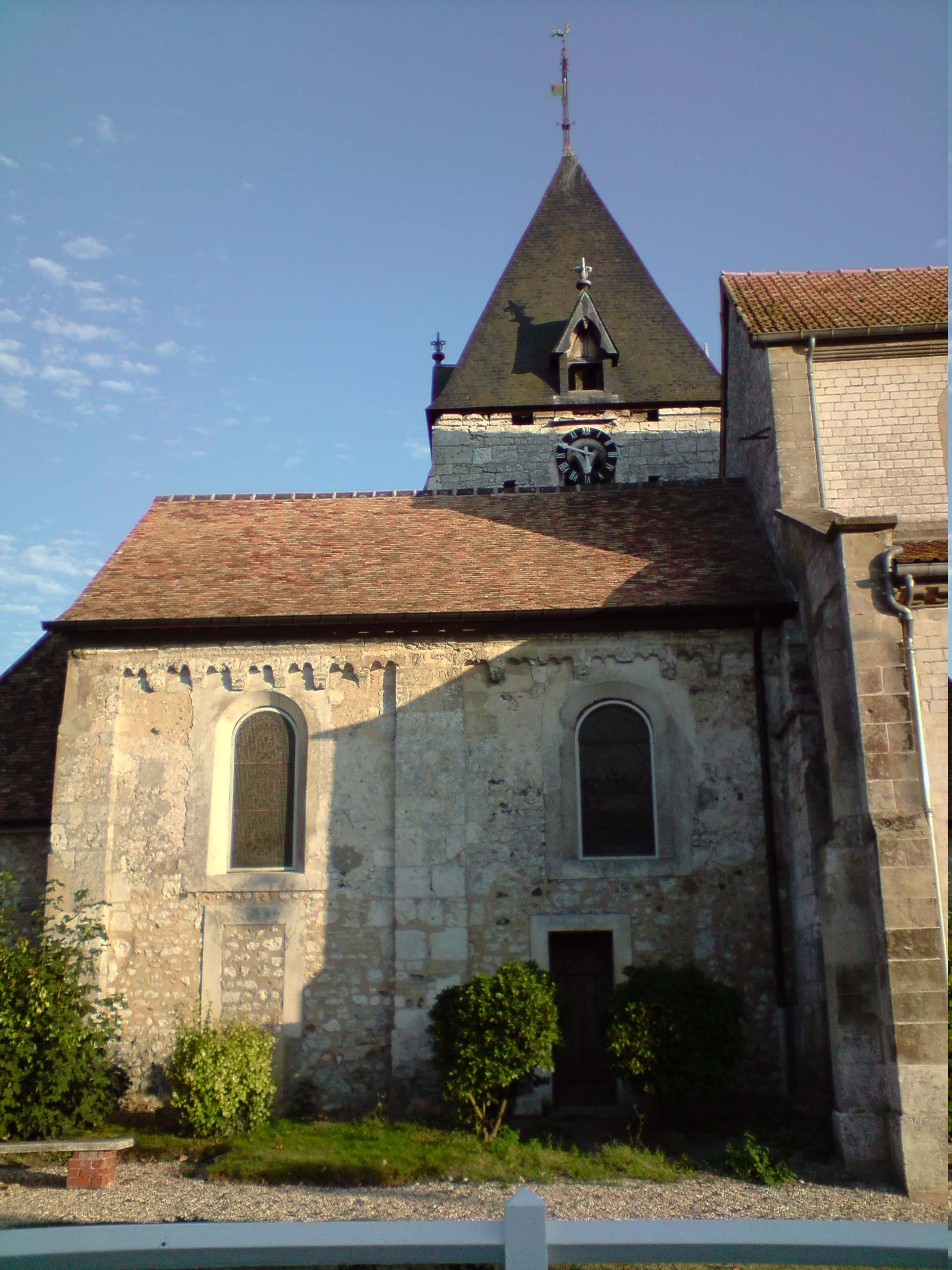
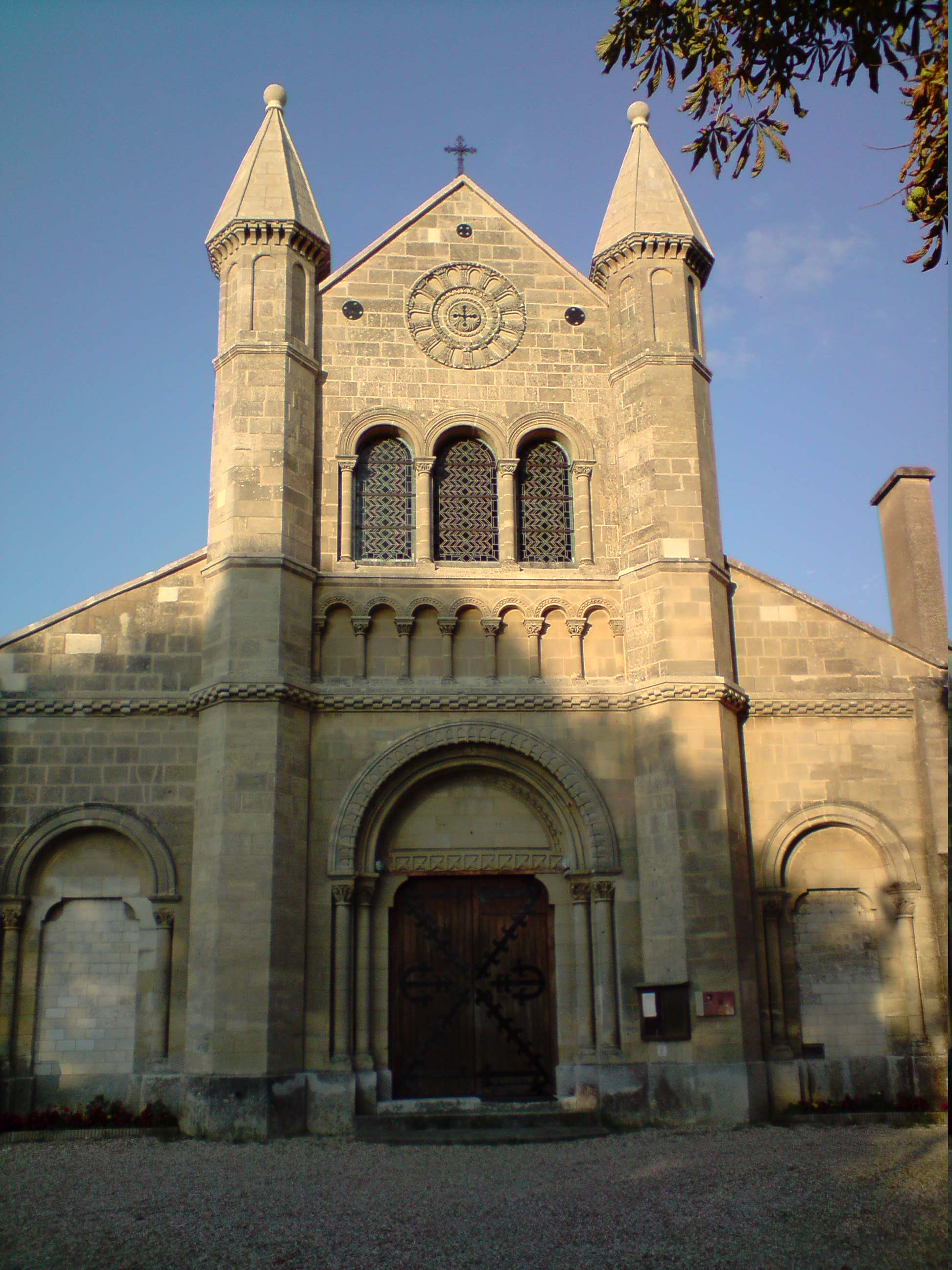

Muids – miejscowość i gmina we Francji, w regionie Normandia, w departamencie Eure. Przez miejscowość przepływa Sekwana. 
Według danych na rok 1990 gminę zamieszkiwało 795 osób, a gęstość zaludnienia wynosiła 52 osoby/km² (wśród 1421 gmin Górnej Normandii Muids plasuje się na 303 miejscu pod względem liczby ludności, natomiast pod względem powierzchni na miejscu 129).